# Clupeosoma
Clupeosoma là một chi bướm đêm thuộc họ Crambidae.